# Astra 2B
Astra 2B auf 28,2° Ost ist ein Fernsehsatellit der SES Global (vormals SES-Astra – Société Européenne des Satellites-Astra) mit Sitz in Betzdorf in Luxemburg, der für den Fernsehempfang in Europa eingestellt ist. Sowohl der auf dem Modell Eurostar E2000+ basierende Satellit als auch dessen Nutzlast wurden von Astrium entwickelt und gebaut.
Er wurde am 14. September 2000 vom Centre Spatial Guyanais in Französisch-Guayana mit einer Ariane 5 Rakete ins All befördert. Die vorhandenen Backup-Kapazitäten für Astra G-Band sind allerdings auf 28,2° Ost nicht nutzbar, da dieses Frequenzspektrum der auf 28,5° Ost positionierte Eurobird 1 von Eutelsat nutzt.

## Empfang
Der Satellit kann seit Anfang des Jahres 2014 nur noch in Westeuropa empfangen werden. Die Übertragung erfolgt im Ku-Band.